# ユーリ・チャイカ
ユーリ・ヤコヴレヴィチ・チャイカ（ロシア語: Юрий Яковлевич Чайка、ラテン文字転写の例：Yurii Yakovlevich Chaika、ユーリイ・ヤーカヴリェヴィチュ・チャーイカ、1951年5月21日 - ）は、ロシア連邦の政治家、司法官僚。2006年6月23日から、ロシア連邦検事総長を務めた。ニコラエフスク・ナ・アムーレ出身。

## 経歴・人物
1951年5月21日、ロシア極東ハバロフスク地方のニコラエフスク・ナ・アムーレに生まれる。1976年スヴェルドロフスク法科大学（現在のウラル国立法科アカデミー）を卒業する。
1976年インターンを経て、イルクーツク州ウスチ＝ウダ地区犯罪調査官として勤務する。その後、イルクーツク州ツルン地区副検察官となる。1979年から1984年まで、交通検察官、東シベリア運輸検察庁犯罪調査部長。1984年から1986年と、1988年から1990年まで、イルクーツク州党委員会勤務。1986年から1988年まで、イルクーツク州第一次長検事、犯罪調査部長。
1990年東シベリア運輸検察局検事。1992年イルクーツク州検事。1995年ロシア連邦次席検事総長。1998年8月検事総長代行。1999年司法大臣 。2006年ウラジーミル・ウスチノフの後任として検事総長に就任する。2020年検事総長を退任。

## 関連事項
- Three Whales Corruption Scandal